# Stones and Honey
Stones and Honey (украјински језик: Каміння та мед, изговор Камина та мед) је први студијски албум украјинског бенда „The Hardkiss“ који је написала Јулија Санина, објављен 9. октобра 2014. године.

## Детаљи
Песме са албума први пут су изведене на „The Hardkiss Big Show 2014“ у Кијеву 9. октобра 2014. године. Такође, нумера „Strange Moves“ представљена на албуму је снимљена заједно са бендом Kazaky и представљена у истоименом музичком споту. Већина песама са албума је већ раније представљена.
Први пут током постојања бенда, на деби албуму је била песма на украјинском језику „Прірва“, која је добила највећи број позитивних критика од фанова бенда. Композиција је настала зими.
„Песма је настала зими – под утиском да у Кијеву гину и нестају људи. Под утиском да су људи престали да чују и разумеју једни друге. Заувек ћу памтити фразу из детињства: „Људи живе док их се памти“. Она је инспирисала главни корак песме: „Памти ме, заувек ћу живети под твојим храмовима. (Јулија Санина)

## Списак песама
- дигитална књижица